# Държава Хатай
Държава Хатай (на турски: Hatay Devleti, на френски: État du Hatay, на арабски: دولة حطاي), известна още неофициално като Република Хатай (на арабски: مهورية حطاي), е преходна политическа единица, съществувала от 7 септември 1938 г. до 29 юни 1939 г., намираща се на територията на Санджак Александрета на френския мандат в Сирия. Държавата се трансформира де факто в провинция Хатай на Турция на 7 юли 1939 г. и де юре се присъединява към страната на 23 юли 1939 г.

## История

### Предистория
Преди това част от вилаета Халеб на Османската империя, санджак Александрета е окупиран от Франция в края на Първата световна война и е част от френския мандат в Сирия.
Санджак Александрета е автономен санджак от 1921 до 1923 г. в резултат на френско-турския договор от Анкара, тъй като има голяма турска общност, както и арабско и арменско население. След това е присъединен към държавата Халеб, а през 1925 г. е директно присъединен към Сирийската държава, все още със специален административен статут.
Маршал Мустафа Кемал паша (по-късно известен като Мустафа Кемал Ататюрк) отказва да приеме Санджак Александрета като част от мандата и в реч от 15 март 1923 г. в Адана той описва санджака като „родина, където турците живеят от векове и не може да бъде пленник от ръцете на врага". Турската политика е насочена към анексиране на санджак Александрета, когато френският мандат в Сирия трябва да изтече през 1935 г. Турците в Александрета инициират реформи в стила на Ататюрк и създават различни организации и институции, за да насърчават идеята за съюз с Република Турция.
През 1936 г. изборите връщат двама сирийски независими депутати (подкрепящи независимостта на Сирия от Франция) в санджака и това предизвиква обществени бунтове и страстни статии в турската и сирийската преса. По-специално е влиятелен арабският националист Заки ал-Арсузи . В отговор правителството на Ататюрк измисля името Хатай за санджак Александрета, като препратка към хетите  (сирохетски царства) и повдига „Въпроса за Хатай“ (на турски: Hatay Meselesi) в Обществото на народите. От името на Обществото на народите представители на Франция, Обединеното кралство, Холандия, Белгия и Турция изготвят конституция на санджака. Тя влиза в сила през ноември 1937 г., като санджакът става „отделен, но не отделен“ от Сирия на дипломатическо ниво, свързан както с Франция, така и с Турция по военни въпроси.
На 2 септември 1938 г. събранието на санджака провъзгласява Санджак Александрета за Държава Хатай. Държавата просъществува една година под съвместен френски и турски военен надзор.
На 29 юни 1939 г., след референдум, законодателният орган на Хатай гласува за премахване на Държава Хатай и з присъединяването й към Турция. Този референдум е определен както за „фалшив“, така и за „нагласен“, тъй като турското правителство организира десетки хиляди турци извън Александрета, за да се регистрират като граждани и да гласуват.  Французите насърчават анексиятя, надявайки се, че то ще подейства като стимул за Турция да отхвърли съюза с Нацистка Германия.
Хашим ал-Атаси, президент на Сирийската република, подава оставка в знак на протест срещу продължаващата френска намеса в сирийските дела, поддържайки, че французите са били длъжни да откажат анексията съгласно френско-сирийския договор за независимост от 1936 г.

### Законодателна власт
Народното събрание на държавата Хатай (на турски: Hatay Devleti Millet Meclisi) се състои от 40 членове, състоящи се от 22 турци, девет алавити, петима арменци, двама православни гърци и двама араби сунити .

### Анексия
На 7 юли 1939 г. Великото национално събрание на Турция одобрява закона за създаване на провинция Хатай, включваща области от провинция Адана (тогава провинция Сейхан) и провинция Газиантеп. До 23 юли 1939 г. последните остатъци от властта на френския мандат са напуснали Антакия и територията е напълно анексирана от Турция. Резултатът е бягството на много араби и арменци в Сирия. Арменското население в региона, след като оцелява от арменския геноцид, мигрира към френския мандат в Сирия поради опасения от турско преследване и следователно не е в състояние да обмисли турския суверенитет. След анексията почти цялото арменско население на Хатай се заселва в Халеб, като много други се преместват в Ливан, където основават съвременния град Анджар близо до руините на неговия исторически замък.

## Население и демография
Според изчисленията на Върховната комисия на Франция през 1936 г. от население от 220 000 души 39% са турци, 28% араби алавити, 11% арменци, 10% араби сунити, 8% други християни и 4% са черкези, кюрди и евреи. Въпреки че турците формират най-голямото етно-религиозно малцинство, говорещите арабски, включително сунити, алавити и християни, са по-многобройни.
През 1937 г. повечето източници посочват, че от общо население от 186 хиляди души (което е според доклада на френското правителство от 1932 г.) в санджак Александрета, 85 хиляди души са турци, 25 хиляди са арменци, а останалото до голяма степен е съставено от на араби с някои гърци, евреи, кюрди и черкези.

## В масовата култура
Измислен Хатай, със собствен владетел и армия, е декорът за кулминацията на филма „Индиана Джоунс и последният кръстоносен поход“.